# Haarlem Spaarnwoude
Haarlem Spaarnwoude (hol: Station Haarlem Spaarnwoude) – stacja kolejowa w położona w Haarlem, w prowincji Holandia Północna, w Holandii. Znajduje się na linii Amsterdam - Rotterdam.
Stacja została otwarta w dniu 24 maja 1998 roku. Nie ma budynku, ale posiada kładkę nad torami i sąsiaduje z autostradą A200.
Po północnej stronie znajduje się IKEA Haarlem i jezioro Veerplas.